# Tempio di Atena Lindia e Zeus Atabyrios
(Polibio, Storie, IX,27,7)

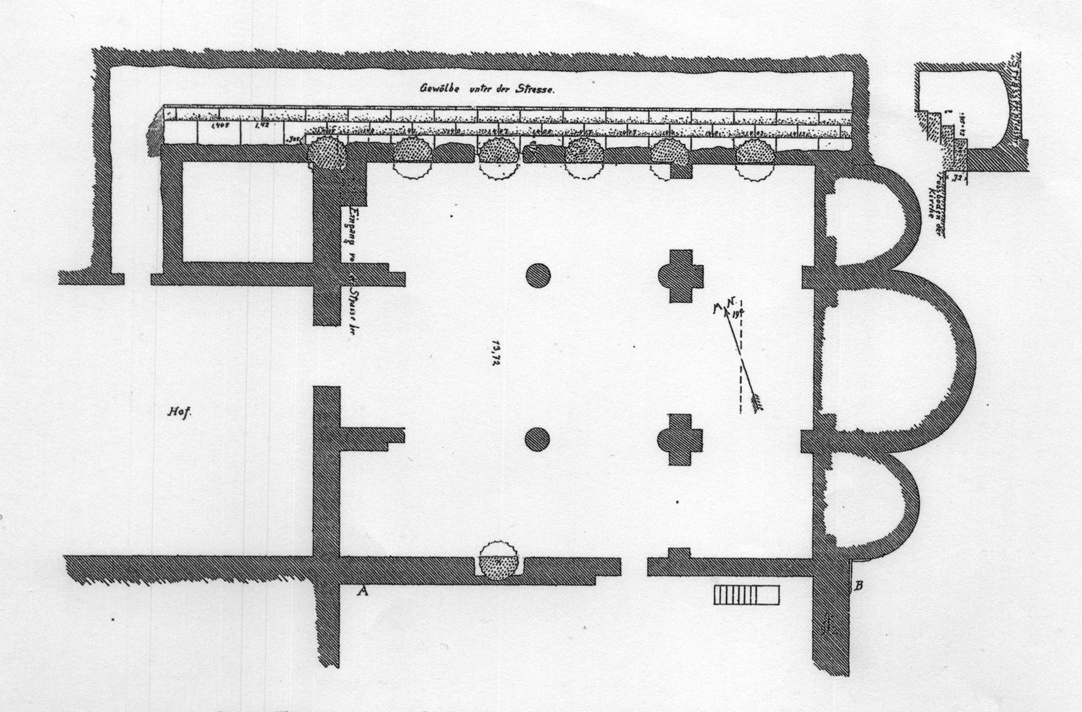
Pianta del tempio

Il tempio di Atena Lindia e Zeus Atabyrios era un tempio greco dell'antica città di Akragas testimoniato da Polibio.
È stato identificato con il tempio dorico inglobato nella chiesetta medievale di Santa Maria dei Greci, nel centro storico di Agrigento.